# Ouachita
Els ouachita eren una tribu d'amerindis dels Estats Units que vivia al nord-est de Louisiana al llarg del riu Ouachita.

## Història
Els ouachita eren llunyanament afiliats a la Confederació Caddo. Les seves terres tradicionals eren als trams inferiors del riu Ouachita i al llarg del riu Black. Pel 1690 es creu que la tribu era assentada a Pargoud Landing vora l'actual Monroe (Louisiana).
Jean-Baptiste Le Moyne de Bienville, un colonitzador francocanadenc, va trobar els ouachita en 1700. La seva primera trobada amb membres de la tribu va ser portant sal a Taensa. Bienville va visitar la principal vila ouachita, que a descriure com a 70 persones en cinc cases.
Finalment, la tribu ouachita fou assimilada pels natchitoches per la dècada de 1720. Llurs descendents són membres de la tribu reconeguda federalment Nació Caddo d'Oklahoma.
Els ouachita són coneguts per la seva pràctica tradicional d'enterrar als cavalls.

## Etimologia
El nom prové de la pronunciació francesa de la paraula en llengua caddo wishita, que vol dir "bons terrenys de cacera."
 Les muntanyes Ouachita d'Oklahoma i Arkansas i el riu Ouachita d'Arkansas i Louisiana van ser nomenats per la tribu, igual que el llac Ouachita. El riu Washita i el comtat de Washita (Oklahoma) també deuen el nom a la tribu, així com la ciutat de Washita.

## Sinonímia
La tribu ouachita també és anomenada habitualment washita, i també eren coneguts com a Yesito.